# Жанатаєва Мадіна Каїрлієвна
Мадіна Каїрлієвна Жанатаєва (нар. 3 травня 1991) — казахська футболістка, півзахисниця «БІІК-Казигурта» та збірної Казахстану.

## Клубна кар'єра
Розпочала професіональну кар'єру в «Алма-КТЖ». Після розформування клубу перейшла в 2009 році до «БІІК-Казигурта». Після цього відіграла сезон 2015 року в «Кубаночці». У 2015 році Жанатаева повернулася в «БІІК-Казигурт».

## Кар'єра в збірній
Виступала за маолодіжну збірну Казахстану. Дебютувала в національні збірній Казахстану 17 вересня 2011 року в матчі проти Румунії (0:3). За збірну провела 24 матчі, відзначилася 1 голом.